# Hepatozoon felis
Hepatozoon felis ist ein parasitischer Einzeller, der in Südeuropa, Asien, Amerika und Afrika vorkommt. Der eigentliche Endwirt sind vermutlich einige Zeckenarten, Zwischenwirt sind alle Katzen. Der Parasit ist neben Hepatozoon silvestris Auslöser der Hepatozoonose der Katze.

## Entwicklungszyklus
Mutmaßlicher Endwirt sind Zecken, in denen die geschlechtliche Vermehrung stattfindet. Bislang wurde DNA des Erregers in zwei Studien in der Braunen Hundezecke, sowie in der Igelzecke und in Rhipicephalus turanicus nachgewiesen. Ob es weitere Endwirte gibt, ist nicht bekannt. Die Infektion erfolgt vermutlich wie bei anderen Hepatozoon-Arten über die orale Aufnahme des Endwirts, auch eine Übertragung der ungeschlechtlichen Stadien über die Plazenta ist wahrscheinlich. Die Sporozoiten besiedeln wie bei Hepatozoon americanum die Skelett- und Herzmuskulatur, wo der Parasit sich ungeschlechtlich über Merogonie vermehrt. Die freiwerdenden Merozoiten gelangen in das umgebende Gewebe und werden von Neutrophilen und Makrophagen aufgenommen.

## Merkmale
Gamonten treten im Cytoplasma von Neutrophilen und Monozyten auf. Sie sind länglich, von einer Membran umhüllt, haben einen rundlichen, dezentralen Zellkern und sind 10,5 μm lang. Manche Gamonten enthalten basophile Granula. Die Meronten sind rund bis oval und im Mittel 39 μm × 34,5 μm groß und von einer dicken Membran einegüllt. Unreife Meronten enthalten amorphes Material, mit der Reifung bilden sich Kerne, die sich weiter in lange Merozoiten mit rechteckigen Kernen entwickeln. Intakte Meronten lösen keine sichtbare Entzündungsreaktion im Gewebe aus. Das typische Radspeichenmuster wie bei Hepatozoon canis fehlt.